# Badanstalt

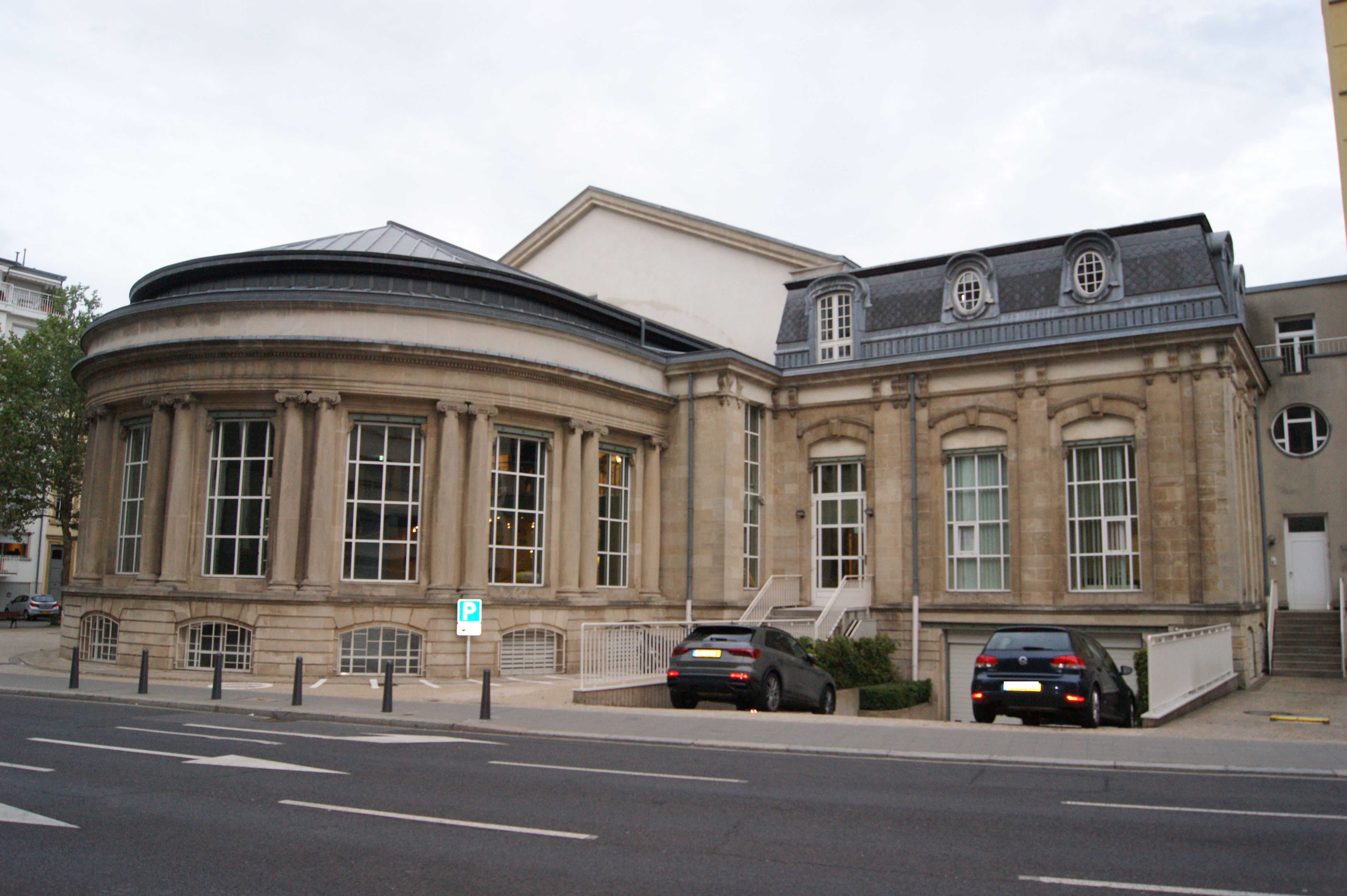
Die Badanstalt vom Boulevard Royal aus gesehen in der Stadt Luxemburg

Die Badanstalt (heutiger offizieller Name: Centre de relaxation aquatique Badanstalt) ist eine öffentliche Badeanstalt in der Oberstadt der Stadt Luxemburg, die seit 1875 besteht.

## Geschichte
Im ausgehenden 19. Jahrhundert bzw. zu Beginn des 20. Jahrhunderts errichteten zahlreiche Orte in Europa ein städtisches Bad, welches sowohl der öffentlichen Hygiene als auch der körperlichen Ertüchtigung diente. Ein solches städtisches Bad steigerte auch das Ansehen einer Gemeinde in der Öffentlichkeit. Die Badanstalt wurde von 1873 bis 1875 vom Luxemburger Architekten Pierre Funck (1846–1932) zusammen mit seinem Schwiegervater, dem Architekten Jean-François Eydt (1809–1884), erbaut.

## Lage
Der auf französisch als: Centre de relaxation aquatique Badanstalt (etwa dt.: Erholungszentrum Badanstalt) bezeichnete Komplex befindet sich in der Biedergaass 12 (franz.: 12, rue des Bains). Vor dem Gebäude befindet sich die Bushaltestelle mit dem Namen Badanstalt.
Nordwestwärts grenzt die Badanstalt an den Bouvelard Royal (dt.: Königsstraße), Südostwärts an die Rue de Bains (dt.: Badstraße). Nordöstlich führt die Avenue Jean-Pierre Pescatore am Gebäude vorbei.

## Einrichtung
Die Einrichtung besteht aus einem mittelgroßen Schwimmbecken (Hallenbad), zwei Saunakabinen, einem Türkischen Bad, einem Fitnessraum, Duschen und einem Solarium.